# Мила дернистая
Ми́ла дерни́стая (лат. Mila caespitosa) — единственный вид кактусов рода Мила (лат. Mila) трибы Трихоцереусовые (Trichocereeae).

## Название
Научное название рода является анаграммой от слова «Лима» — названия столицы Перу.
Вначале считалось, что род включает до 13 видов мелких кактусов, распространённых на территории Перу, однако позже было показано, что все они являются вариететами или морфами единственного вида — Мила дернистая (Mila caespitosa). Поскольку такой вывод подтверждается и молекулярными исследованиями ДНК, специалисты международной группы по систематике кактусов считают в настоящее время данный род монотипным.
Синонимы
- Mila albisaetacens Rauh & Backeb. (1956)
- Mila alboareolata Akers (1953)
- Mila breviseta Rauh & Backeb. (1957)
- Mila cereoides Rauh & Backeb. (1957)
- Mila colorea F.Ritter (1981)
- Mila densiseta Rauh & Backeb. (1957)
- Mila fortalezensis Rauh & Backeb. (1957)
- Mila kubeana Werderm. & Backeb. (1931)
- Mila lurinensis Rauh & Backeb. (1957)
- Mila nealeana Backeb. (1934)
- Mila pugionifera Rauh & Backeb. (1957)
- Mila sublanata Rauh & Backeb. (1957)

## Биологическое описание
Стебель мягкий, кустящийся, 10—14 см в высоту и до 3 см в диаметре. Рёбер 10. Ареолы шерстистые. Радиальные колючки — желтовато-коричневые, тонкие, до 1 см длиной, в количестве от 15 до 20. Центральных колючек — от двух до пяти, их длина достигает 3 см.
Цветки жёлтые, до 1,5 см в диаметре. Цветочная трубка и завязь покрыта щетинками.
Плоды жёлто-зелёные, при созревании краснеют, голые, мелкие. Семена чёрные.